# Sofia Kligkopoulou
Sofia Kligkopoulou (6 de janeiro de 1970) é uma treinadora e ex-basquetebolista profissional grega, que atuava como pivô.

## Carreira
Sofia Kligkopoulou integrou a Seleção Grega de Basquetebol Feminino, em Atenas 2004, que terminou na sétima posição.